# Холокост в Польше
Холоко́ст в По́льше (пол. Holocaust w Polsce) — систематическое преследование и истребление польских евреев немецкими нацистами, коллаборационистами и местными антисемитами на оккупированной территории Польши в период Второй мировой войны.

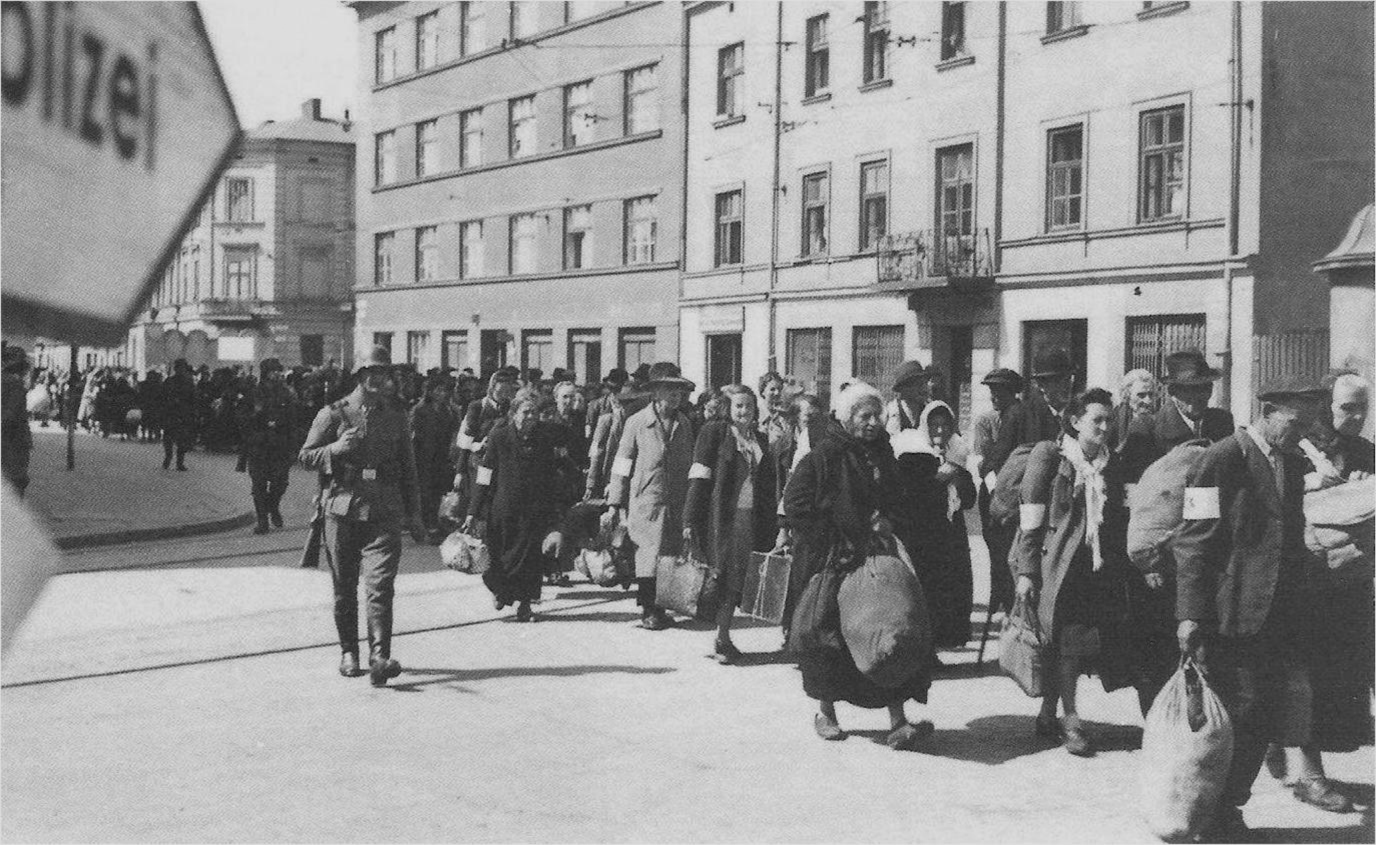
Ликвидация Краковского гетто, март 1943 года. Евреев ведут под конвоем на железнодорожную станцию для отправки в Освенцим.

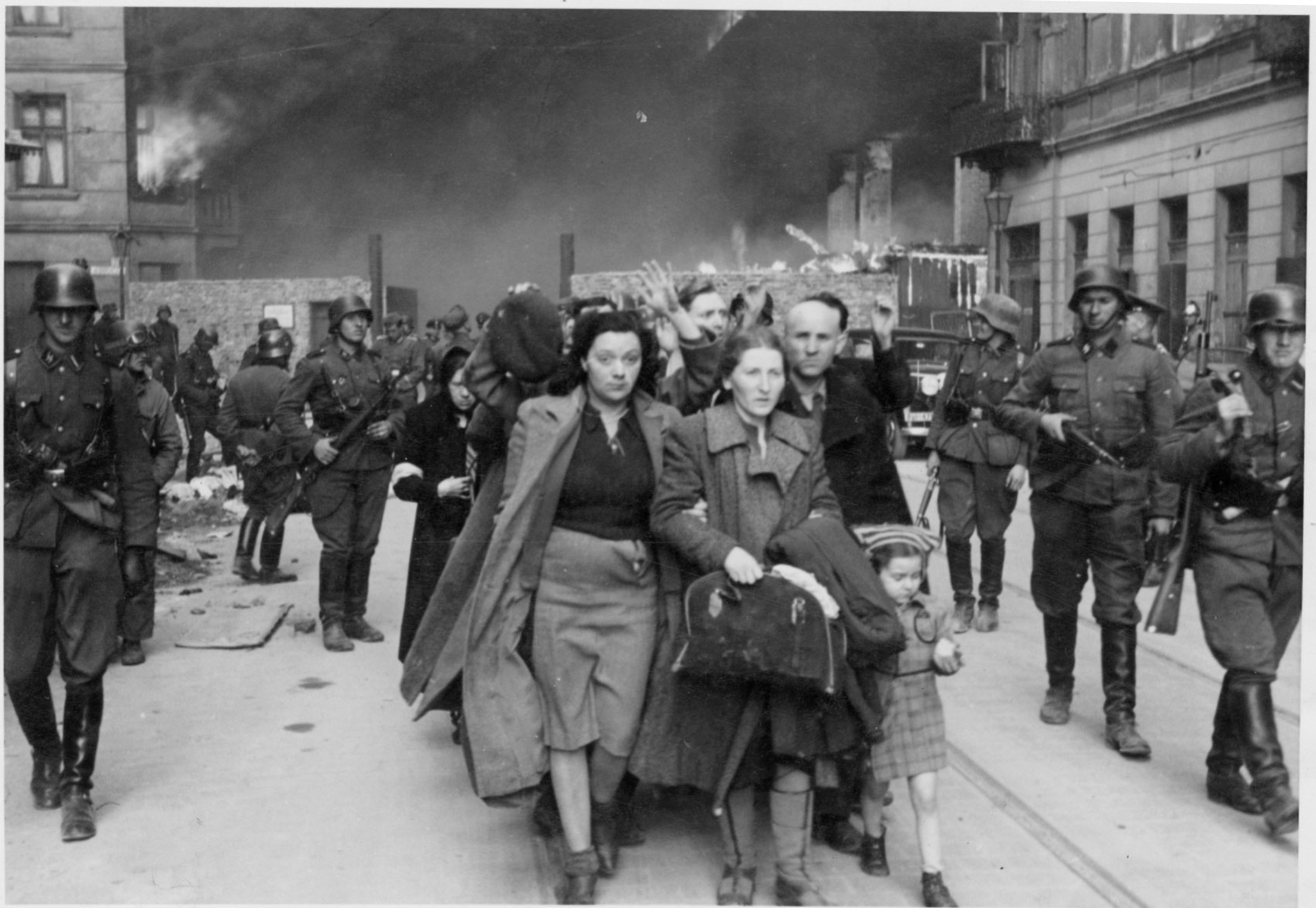
Евреев выводят под конвоем из горящего Варшавского гетто во время подавления восстания в нём для отправки в лагерь уничтожения Треблинка (фотография из рапорта Штропа).

На территории Польши были организованы еврейские гетто и были построены крупнейшие лагеря смерти, предназначенные для массового уничтожения людей. В лагерях смерти в Польше уничтожали также евреев из стран Оси и других стран, оккупированных нацистами, — в рамках программы окончательного решения еврейского вопроса.
Из живших в Польше на начало сентября 1939 года 3,3 млн евреев во время войны погибло 2,8-3,0 млн, то есть 85-90 %.

## Евреи в довоенной Польше
На территории Польши евреи жили с XI века. В дальнейшем евреи переселялись в Польшу из Западной Европы в основном из Германии в связи с преследованиями. Правители Польши поддерживали поселение евреев, католическая церковь была против.
В период между Первой и Второй мировой войнами в стране были сильные антисемитские настроения. В 1930 году численность еврейского населения Польши составила 2,9 млн человек, на 1 сентября 1939 года — 3,3 млн.
В 1937 году в польских университетах были введены дискриминационные меры против еврейских студентов: им были отведены отдельные места в аудиториях. В знак протеста еврейские студенты объявили 12-часовую забастовку, сообщала латвийская пресса 24 октября 1937 года.
Экономическое положение евреев во второй половине 1930-х годов сильно ухудшилось из-за дискриминационной политики властей. При этом культурная и общественная жизнь в еврейской общине бурно развивалась. 28-29 октября 1938 года нацистские власти насильно изгнали из Германии в район польско-немецкой границы 17 тысяч евреев, имевших польское гражданство. Из-за отказа польских властей принять их, изгнанные оказались в крайне тяжёлом положении. 8 мая 1939 года из Германии было изгнано в Польшу ещё десять тысяч евреев.

## Оккупация
С началом вторжения германской армии в Польшу 1 сентября 1939 года поток еврейских беженцев из этой страны устремился на восток. Вначале СССР не препятствовал польским евреям, однако затем закрыл границы и бегущих евреев высылал обратно на территорию, занятую немцами.
В начале 1940 года в Белоруссии было зарегистрировано 65 796 еврейских беженцев из Польши. Всего за сентябрь 1939 года на территорию СССР бежало около 300 тысяч польских евреев. Осенью и зимой 1939 года приблизительно 15 тысяч польских евреев бежали из Польши в Литву и нашли временное пристанище в Вильнюсе.
Оккупированная нацистами территория Польши была разделена: западная часть присоединена к Германии, а остальная стала генерал-губернаторством.

## Депортация и изоляция евреев
21 сентября 1939 года началось изгнание евреев с польских и других территорий, присоединённых к Германии. С октября 1939 года по март 1940 года из Гданьска, Западной Пруссии, Познани, Верхней Восточной Силезии, Вены и Моравска-Остравы в район Люблина было выселено около 95 тыс. евреев.
В дальнейшем евреи были изолированы в гетто, крупнейшим из которых было Варшавское гетто — до 500 тысяч человек.

## Ход уничтожения

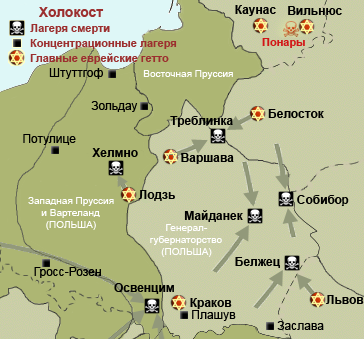
Карта гетто и лагерей уничтожения в Польше

Основной частью программы уничтожения стала Операция Рейнхард.
С февраля 1942 года после Ванзейской конференции начались массовые убийства евреев на территории Польши. Первым лагерем смерти был Хелмно, открытый в декабре 1941 года. Крупнейшими лагерями смерти в Польши стали Освенцим, Треблинка, Майданек, Белжец и Собибор. В ходе Операции Рейнхардт с июля 1942 года по октябрь 1943 года в трёх лагерях смерти (Белжец, Собибор и Треблинка) были убиты свыше 2 млн евреев и около 50 тысяч цыган из пяти округов генерал-губернаторства (Варшава, Люблин, Радом, Краков и Галиция). Последнее гетто на территории генерал-губернаторства (в городе Кельце) существовало до августа 1944 года, когда его жителей депортировали в Освенцим.
В июле 1942 г. начались массовые депортации из гетто Варшавы (самого крупного из всех созданных) в лагерь смерти Треблинка. До 13 сентября 1942 г. были депортированы или погибли в гетто 300 тыс. евреев Варшавы.
В гетто города Лодзь содержалось до 160 000 евреев. Это гетто было уничтожено постепенно: первая волна депортаций в Хелмно происходила между январём и маем 1942 года (55 тыс. евреев Лодзи и провинциальных городков Калишского района), затем ряд последующих депортаций в Хелмно и другие лагеря, а 1 сентября 1944 года оно было окончательно ликвидировано. Еврейское население Люблина было отправлено в лагерь уничтожения Белжец. В ходе акции 17 марта — 14 апреля 1942 г. были отправлены на смерть 37 тыс. евреев, а четыре тысячи оставшихся были сконцентрированы в гетто Майдан-Татарский на окраине города. В марте 1942 года в Белжец были переведены евреи из всего Люблинского воеводства; начали прибывать также поезда с жертвами из Западной Украины. Из Львова в марте 1942 года были отправлены в Белжец около 15 тысяч евреев, а в августе — ещё 50 тысяч.
Из Кракова в июне и октябре 1942 г. большинство евреев было отправлено в Белжец; в марте 1943 г. около шести тысяч из остававшихся там евреев были переведены в рабочий лагерь в пригороде Кракова Плашов, а около трёх тысяч — в Освенцим. В сентябре 1942 года большинство евреев Радома, Кельце, Ченстоховы и других городов Восточной Польши было отправлено в Треблинку. Из 300 тыс. евреев Радомского района в конце 1942 г. оставалось в живых лишь около 30 тыс.

## Евреи в антинацистском сопротивлении

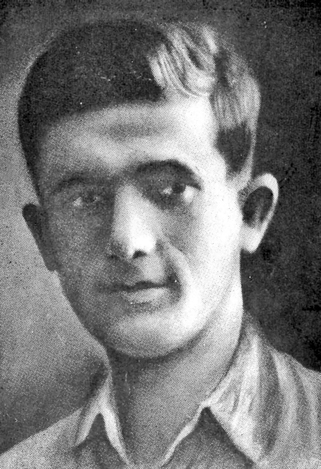
Мордехай Анелевич — руководитель восстания в Варшавском гетто

В Центральной Польше действовало 27 еврейских и 13 смешанных партизанских отряда, в которых евреи составляли не менее трети. Масштабы партизанского движения в Польше были значительно меньше чем на территории СССР, поскольку бежавших из гетто евреев часто убивали местные националисты, а к тому времени когда на территории Польши развернулось мощное партизанское движение, большинство евреев было уже уничтожено.
Историческим событием стало восстание в Варшавском гетто под руководством Мордехая Анелевича. Плохо вооружённые повстанцы почти месяц сражались с регулярными частями СС. Подпольные организации в других гетто также оказывали вооружённое сопротивление депортациям и организовывали нападения на немецкие объекты, например в городах Краков, Бендзин-Сосновец, Тарнув. Гетто в Белостоке, содержавшее вначале 50 000 евреев, было ликвидировано 16 августа 1943 года после пяти дней боёв с еврейским подпольем.
Единственным за всю историю войны успешным восстанием в лагере смерти Собибор 14 октября 1943 года командовал лейтенант Александр Печерский, его заместителем был сын польского раввина Леон Фельдхенгер. Вместе с тем были восстания в лагерях Крушине (16 декабря 1942), Миньске-Мазовецком (10 января 1943), Ченстохово (25 июня 1943), Треблинке (2 августа 1943), Белостоке (16 августа 1943), Крыхуве (16 августа 1943), Львове-Яновском (18 ноября 1943).
Несколько тысяч еврейских бойцов приняли участие в Варшавском восстании летом 1944 года. К ним присоединилась так называемая «Интернациональная еврейская бригада», состоящая в основном из евреев Греции, которых повстанцы освободили из концлагеря Генсиувка.

## Уничтожение евреев-военнопленных
Отношение немцев к военнопленным евреям польской армии незначительно отличалось от отношения к военнопленным евреям Красной Армии. Польских военнопленных, так же, как и советских, Германия вывела из-под Женевской конвенции 1929 года по причине «несуществования польского государства». Общее число военнопленных евреев польской армии составило 60—65 тыс. человек, отношение к ним регулировалось приказом командующего ОКВ Кейтеля от 16 февраля 1939 года. При регистрации их отделяли от других военнопленных, держали в отдельных зонах, на пониженном пайке. К весне 1940 года в лагерях умерло или было убито 25 тыс. из них. В дальнейшем польских военнопленных переводили в статус гражданских лиц. Для евреев это означало перевод в создаваемые в Польше гетто и уничтожение вместе с гражданскими евреями. До конца войны дожило всего несколько сотен еврейских солдат и большинство из евреев — офицеров польской армии (около 1000 человек), которых немцы содержали в условиях аналогичным офицерам других национальностей.

## Антисемитизм в оккупированной Польше и участие поляков в геноциде
В уничтожении евреев в Польше активное участие принимали сами поляки — как коллаборационисты, так и польские националисты. В деревне Едвабне 10 июля 1941 года поляки учинили жестокий погром евреев, убив несколько сот человек, а остальных сожгли живьём. В Едвабне погибло более 1500 евреев включая женщин и детей.
Случай в Едвабне не был единичным, однако после войны эта информация замалчивалась. По данным историков, участие поляков в геноциде было массовым. Поляками было организовано не менее тридцати погромов и массовых репрессий, устроенных в 24 населённых пунктах. От рук поляков по самым минимальным оценкам погибли десятки тысяч евреев.

## Помощь евреям
Всего выжило примерно 280 тысяч польских евреев, 70 % из них — в СССР и других странах, куда они бежали от нацистов. В самой Польше было спасено поляками от 30 до 60 тысяч, ещё 10-15 тысяч выжили в лесах и в рядах партизан. Максимальная оценка числа евреев, выживших в Польше, составляет до 120 тысяч.
7280 (1 января 2023) поляка за помощь евреям признаны израильским Институтом Катастрофы и героизма «Яд ва-Шем» праведниками народов мира. Реальное число поляков, помогавших евреям, оценить крайне сложно. По оценкам историка Ричарда Лукаса до 350 тысяч поляков принимали участие в спасении евреев в той или иной мере, на разных стадиях спасения. Бывший участник польского антинацистского подполья Владислав Бартошевский оценивал это число до миллиона, немецкий историк Ханс Фюрт в статье, посвящённой оценке возможного числа участников спасения, полагает, что это число могло составлять до 1,2 миллиона человек.
По утверждению польского Института Национальной памяти 5000 поляков, спасавших евреев или помогавших им, были казнены нацистами за эту помощь. Польское правительство в изгнании создало специальное подпольное агентство Жегота (пол. Żegota, Совет помощи евреям на оккупированной территории Польши; 1942—1945), чтобы организовать спасение евреев. Во главе его стояла Зофия Коссак-Щуцкая. Другой видный деятель этой организации — Ирена Сендлерова. Польский подпольщик Ян Карский в 1942 году добрался до Великобритании с докладом об истреблении евреев и пытался привлечь внимание британских и американских политиков к необходимости оказать им помощь.

## После войны
После освобождения Польши от немецкой оккупации в 1944 году уцелевшие евреи стали возвращаться. 10 августа 1944 года в Люблине был создан Комитет помощи евреям, преобразованный позже в Центральный комитет польских евреев. Практически в это же время евреи начали подвергаться гонениям со стороны поляков.
Нежелание поляков возвращать присвоенное во время войны еврейское имущество и конфликты с новой властью, в рядах которой были и евреи, вызвали многочисленные нападения на евреев — с ноября 1944 по декабрь 1945 от таких нападений погиб 351 еврей. До конца 1947 года погибло от 500 до 1500 евреев.
Крупнейшей из антисемитских акций был погром в Кельце 4 июля 1946 года, в ходе которого было убито 40 и ранено около 50 евреев. Погром в Кельце вызвал массовую миграцию евреев из Польши. Если в мае 1946 года из Польши уехало 3500 евреев, в июне — 8000, то после погрома в течение июля — 19 000, в августе 35 000 человек. Власти приписали погром «реакционерам», католическая церковь в лице примаса Хлонда обвинила в погроме самих евреев.
Изгнание евреев следует, однако, рассматривать в контексте общей этнической чистки, проходившей в стране. Лозунг «Польша для поляков» к концу 1940-х гг. стал не просто стремлением, а свершившимся фактом. Процесс, всего за несколько лет уничтоживший веками существовавшее культурное разнообразие, проходил в пять этапов: Первый этап — истребление евреев, которое осуществлялось нацистами, при пособничестве польского антисемитизма. Второй — травля возвращавшихся в Польшу евреев, заставившая их бежать не только из Польши, но и из Европы вообще. Третий и четвёртый этапы — изгнание украинцев и лемков в 1944—1946 гг. и их ассимиляция в ходе специальной операции «Висла», проведённой в 1947 году. Финальный акт — изгнание немцев из присоединённых к Польше западных областей.

## Последствия Катастрофы
После Катастрофы, разрухи и взрыва антисемитизма, пик которого пришёлся на погром в Кельце в июле 1946 года, вынудили большинство польских евреев оставить страну. В середине июля 1945 года в Польше зарегистрировалось 55 509 евреев, летом 1946 года — 250 тысяч. После 1946 года в Польше осталось около 100 тысяч евреев. По переписи 2011 года, в Польше проживало около 7500 евреев, в основном в крупных городах, таких как Варшава, Вроцлав и Краков.
Были уничтожены не только люди — была уничтожена уникальная местная еврейская культура, уничтожена память о том, что она (эта культура) веками была неотъемлемой частью культуры Восточной Европы. Свидетельств этому практически не сохранилось. Евреи на этих землях, некогда бывших центром мирового еврейства, превратились в маргинальное меньшинство. В некотором смысле, нацисты со своими задачами по окончательному решению еврейского вопроса в Европе справились успешно.

## Отрицание Холокоста
В Польше, как и в других странах Европы, существует явление отрицания Холокоста. Специфический польский характер этого явления состоит в том, что вина за преступления поляков против евреев перекладывается на немцев, либо же на самих евреев. Это связано с чувством патриотизма и образом поляков как главных жертв Второй мировой войны. Поначалу идеи отрицателей озвучивались представителями маргинальных слоёв общества и экстремистами, а затем подобные мысли были подхвачены и в академических правых кругах.
В Польше, как и в ряде европейских государств, существует закон, запрещающий отрицание Холокоста. В 1998 году правительство Польши приняло «Закон об Институте национальной памяти и комиссии по преследованию преступлений против польской нации». Этот законодательный акт предписывает сбор данных о преступлениях, совершённых в Польше в период нацистской оккупации и коммунистического режима. Также он включает положения о различных формах отрицания и искажения фактов истории Холокоста.